# Arearea
Arearea (Giocosità) è un dipinto del pittore francese Paul Gauguin, realizzato nel 1892 e conservato al museo d'Orsay di Parigi.

## Descrizione
Arearea è uno dei dipinti più significativi del primo soggiorno tahitiano di Gauguin. Di seguito si riporta una riflessione condotta dalla critica d'arte Maria Grazia Messina:
(Maria Grazia Messina)

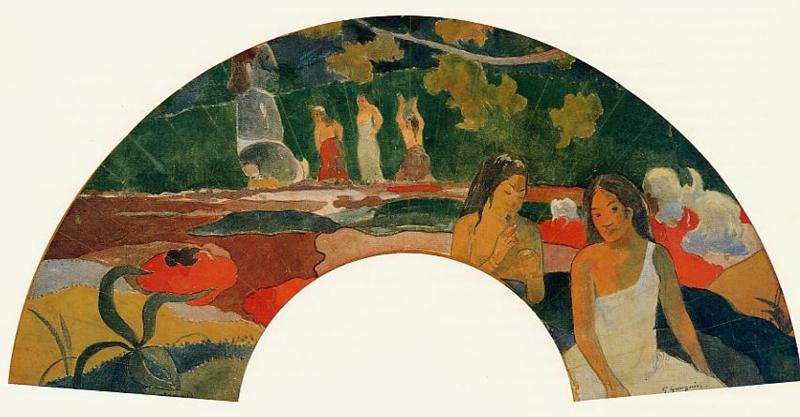
Paul Gauguin, Arearea II (circa 1892); acquerello su lino, Museum of Fine Arts, Houston

Quello individuato dalla Messina è un fil rouge che si dipana per tutto il primo soggiorno tahitiano di Gauguin, investendo opere come Due donne tahitiane e, appunto, Arearea. Il dipinto reca un titolo in lingua maori che, oltre a testimoniare le ansie antropologiche del pittore (desideroso di immergersi nell'umanità tahitiana in modo totale, con piena disponibilità ad assimilarne la lingua), riassume icasticamente l'atmosfera che ivi si respira. Giocosità: è questo il titolo italiano del dipinto, che in effetti coinvolge l'osservatore con un senso di spensierata gaiezza, di «giocosità» primigenia per l'appunto che descrive splendidamente la relazione tra i tahitiani e la natura, secondo un legame di intima correlazione tra gli uni e l'altra (Gauguin, infatti, non considera la Natura come una realtà esterna ed estranea al popolo tahitiano, ma come qualcosa di cui esso è intrinsecamente parte). Immerse in questo contesto naturalistico lussureggiante e ameno troviamo due donne, di cui una intenta a suonare placidamente il flauto, e infine un cane dal pelo di un arancio vivo, che non mancò di destare stupore e sarcasmo quando l'opera fu esposta a Parigi nel novembre del 1893.
In questo microcosmo paesistico di eccezionale intensità visiva e cromatica, dove è raggiunto un pieno accordo tra gli indigeni, l'elemento divino e la vegetazione, troviamo poi sullo sfondo alcune danzatrici di tamuré che si cimentano in danze rituali davanti a un totem della dea lunare Hina. Prima, non a caso, si è fatto riferimento al cromatismo gridato del dipinto, il quale inserendosi in uno straniante contesto spaziale veicola un notevole antinaturalismo pittorico, concretato in colori che non intendono riprodurre fotograficamente la realtà, ma che invece vogliono cantare il legame simbolico e arcano che lega l'uomo con la natura e la religione, caricandosi così di enigmatici connotati leggendari.